# Heteropsylla didubiata
Heteropsylla didubiata är en insektsart som beskrevs av Caldwell 1944. Heteropsylla didubiata ingår i släktet Heteropsylla och familjen rundbladloppor. Inga underarter finns listade i Catalogue of Life.